# Curro Torres
Cristóbal Emilio Torres Ruiz (* 27. Dezember 1976 in Ahlen, Deutschland) ist ein ehemaliger spanischer Fußballspieler und heutiger -trainer.

## Karriere
Der in Deutschland geborene Spanier begann seine Karriere in der Jugend von Damn CF. Über UD Gramanet ging es dann zum FC Valencia. Dort spielte er zwei Jahre lang regelmäßig für das B-Team. Der rechte Verteidiger wurde dann von Valencia an Recreativo Huelva (1999/2000) und CD Teneriffa (2000/01), mit dem er unter Coach Rafa Benítez den Aufstieg in die erste Liga schaffte, verliehen. Anfang der Saison 2001/02 kam Curro Torres wieder zurück zum FC Valencia. Dort war er einer der zentralen Figuren, die mit dazu beitrug, dass Valencia zweimal Meister (2002, 2004) und ein Mal UEFA-Pokal-Sieger (2004) wurde – wieder unter Rafa Benitez.
Von 2005 an wurde Curro Torres oft von Verletzungen geplagt, so dass er während der Saison 2005/06 nur drei Einsätze verzeichnen konnte. In der darauffolgenden Saison waren es dann schon deren 17.
Während der Saison 2007/08 war Curro Torres an Valencias Erstligarivalen Real Murcia verliehen, da seine Chancen auf einen Stammplatz bei Valencia durch das starke Auftreten seines ärgsten Konkurrenten Miguel nicht sonderlich hoch waren vor der Saison. Da sich Curro Torres danach auch noch im Laufe der Saison schwer verletzt hatte und bis Saisonende ausfiel, musste er seinen Platz im Mannschaftskader räumen, so dass er am Ende als nicht-registrierter Spieler in Murcia unter Vertrag stand.
Nach seiner Rückkehr zum FC Valencia zur Saison 2008/09 bestritt er lediglich zwei Spiele im UEFA-Pokal und kam auf einen Ligaeinsatz im letzten Saisonspiel. Zur Spielzeit 2009/10 wechselte er zu Gimnàstic de Tarragona.
Curro Torres spielte fünfmal im spanischen Nationalteam. Sein erstes Spiel bestritt er im November 2001 beim 1:0-Sieg gegen Mexiko. Er gehörte Spaniens Kader zur WM 2002, bei der er ein Spiel bestritt, an.

## Erfolge
- Spanischer Meister: 2002, 2004
- Spanischer Pokalsieger: 1999
- UEFA Super Cupsieger: 2004
- UEFA-Pokal-Sieger: 2004
- Teilnahme an der WM 2002 in Japan und Südkorea (1 Einsatz)

## Sonstiges
Torres Eltern zogen kurz vor seiner Geburt von Granada nach Deutschland, so dass er in Ahlen geboren wurde. Noch als Torres Kind war, zog man wieder nach Spanien (Katalonien) zurück.